# Marsilea nubica
Marsilea nubica är en klöverbräkenväxtart som beskrevs av Addison Brown. Marsilea nubica ingår i släktet Marsilea och familjen Marsileaceae.
IUCN kategoriserar arten globalt som livskraftig (LC). Utöver nominatformen finns också underarten M. n. gymnocarpa.